# 4191 Ассесса
4191 Ассесса (4191 Assesse) — астероїд головного поясу, відкритий 22 травня 1980 року.
Тіссеранів параметр щодо Юпітера — 3,353.